# 富山惠理子
富山惠理子（日语：富山 えり子），日本女演員，福島縣出身。經紀公司為Sony Music Artists。

## 經歷
2010年，富山以鹿殺劇團的舞台劇《電車は血で走る》中的樂團成員一角出道。其後，以舞台劇為重心，並參與電影、電視劇的演出。
2013年，因演出劇碼《眺望美麗的天空》，獲得東京王子小劇場所主辦的「佐藤佐吉獎」最佳女配角獎。2014年，在TBS電視台的電視劇《對不起青春！》中飾演「Quiz王」，其存在感受到注目。

## 戲劇演出

### 舞台劇
- 鹿殺劇團（日语：劇団鹿殺し）
  - 電車は血で走る（2010年）
  - 僕を愛ちて。〜燃える湿原と音楽〜（2011年）
  - 青春漂流記（2012年）
- 虛構劇團（日语：虚構の劇団）
  - 第8回公演 イントレランスの祭（2012年）[6]
- EPOCH MAN
  - ハッピーエンドに続く、右脳と左脳（2013年）[7]
- こゆび侍
  - きれいなお空を眺めていたのに（2013年）[8]
- カフェマメヒコ
  - お天道さまとお月さま（2014年） - 主演（一人獨角戲）[9]

### 電影
- 紫陽花とバタークリーム（2012年、マメヒコピクチャーズ） - ユキ[9]
- さよならとマシュマロを（2013年、マメヒコピクチャーズ） - ユキ[9]
- あしたになれば。（2015年） - 大島玉子[2]

### 電視劇
- 東京全力少女 第1話、第9話（2012年10月，日本電視台） - あすか[10]
- 對不起青春！（2014年10月，TBS電視台） - 遠藤泉
- Fisherman's Blues 第2話（2014年12月20日、朝日電視台） - 尾古瀬姫子
- 離結婚最近也最遠的女人（2015年3月6日、日本電視台） - 佐藤カンナ（高校生時期）
- 青春偵探晴也～不容許大人的作惡～ 第4話（2015年11月5日、讀賣電視台） - 太田京子

## 外部連結
- 富山惠理子Sony Music Artists官方網站
- 富山惠理子在互联网电影资料库（IMDb）上的資料（英文）